# منشأة عبد النبي
قرية منشاة عبد النبي هي إحدى القرى التابعة لمركز أجا في محافظة الدقهلية في جمهورية مصر العربية. حسب إحصاءات سنة 2006، بلغ إجمالي السكان في منشاة عبد النبي 2786 نسمة، منهم 1372 رجل و1414 امرأة.